# هينريتش إيفال
هينريتش إيفال (بالألمانية: Georg Heinrich August Ewald)‏ هو عالم عقيدة وسياسي ألماني، ولد في 16 نوفمبر 1803 في غوتينغن في ألمانيا، وتوفي بنفس المكان في 4 مايو 1875. حزبياً، نشط في German-Hanoverian Party ‏. وقد انتخب Member of the Customs Parliament ‏ وانتخب عضو مجلس النواب الألماني للإمبراطورية الألمانية خلال فترته النيابية ‏ (9 مارس 1871 – 29 نوفمبر 1873).